# Три товстуни (фільм, 1966)
«Три товстуни» (рос. «Три толстяка») — радянський художній фільм-казка по однойменній повісті Юрія Олеші. Режисер Олексій Баталов сам зіграв одну з головних ролей — гімнаста Тибула.
Прем'єра фільму в СРСР відбулася 18 листопада 1966 року.

## Зміст
У Країні Трьох Товстунів народ незадоволений владою цих правителів, що погрузли у жорстокості, жадібності й розкоші. Товстуни хочуть виховати спадкоємця престолу Тутті таким самим, як вони, для чого навіть намагалися дістати йому "залізне серце". Повстання підіймають канатоходець Тибул і зброяр Просперо. Допомагають їм у цій нелегкій справі доктор Гаспар та дівчинка Суок.

## Режисерське трактування
У фільмі збережена загальна канва сюжету першоджерела, хоча в ньому є кілька значущих відмінностей. Так, лялька спадкоємця Тутті була зіпсована не бунтівними гвардійцями, а генералом Караскою — через недогляд. Сам генерал Караска — образ, відсутній у книжці (хоча йому передані деякі функції Бонавентури, що став епізодичним персонажем), — холоднокровний і безжальний інтриган, здатний на будь-які злочини. Наприклад, він убиває свого підлеглого, щоб приховати від Тутті власну провину у псуванні ляльки.
Було змінено також обставини втрати ляльки доктором — за фільмом він не встиг навіть узятися до спроби полагодити її. Причиною цього мимоволі стали повстанці, що збиралися захопити в полон державного канцлера.
У книзі на прохання доктора Гаспара кару заколотників було скасовано указом Товстунів, хоча спочатку вони просили вченого назвати іншу винагороду за ремонт ляльки. Натомість у фільмі Гаспар отримав уявну згоду генерала Караски, котрий і не збирався виконувати обіцянку, а Товстуни взагалі про прохання доктора нічого не знали. Після цього Караска обманом заманив ученого в тюремну камеру.
У фільмі Тутті практично відразу дізнається, що Суок — це не лялька, а людина, і не видає її, адже дуже радіє можливості живого спілкування. У книжці ж спадкоємець не здогадується про це до самого фіналу.
Продавець повітряних кульок у творі був нейтральним персонажем, до того ж прислужився повстанцям, повідомивши про підземний хід, через який він залишив палац Трьох Товстунів після того, як волею випадку залетів туди на своєму товарі. У фільмі ж цей персонаж — лояльний до Товстунів інформатор, а в політ на повітряних кульках його відправив Тибул після того, як торговець намагався його видати. Як повстанці дізналися про підземний хід так і залишилося без пояснення.
Лінія зі вченим Тубом, творцем ляльки, виключена — Суок відразу ж знаходить у звіринці Просперо. Відповідно, не згадується, чи був Тутті братом Суок. Подібність Суок і ляльки, таким чином, залишається без пояснення. Замість пантери (вірніше, леопарда) друзі звільнили зі звіринця ручну тигрицю Ленору, що раніше належала Суок.
Трюк із підміною ляльки та участь у цій справі доктора Гаспара у фільмі розкрив Караска, хоча у книжці лояльність ученого не брали під сумнів і судили в підсумку тільки уявну «ляльку». Спроба підміни ляльки у фільмі — теж авторства Гаспара. Сцена страти кардинально відрізняється від описаної у книжці. Доктора та Суок засудили до відтинання голови. Переодягнений гвардійцем Тибул викрав сокиру ката, щоб потягнути час. Спадкоємець Тутті, який не був, на відміну від книжки, приспаний, утрутився, зажадав зупинити страту, виступивши таким чином проти влади Товстунів. Його поранив генерал Караска.
Товстунів у фільмі неодноразово називають «їх величностями», хоча у книжці королівський титул стосовно правителів не застосовується. Подальша доля їх невідома, утім фінал стрічки виразно знаменує повну перемогу народу. У фільмі відсутні випадки переходу гвардійців на бік повстання. Натомість відразу на початку книжки гвардієць-рядовий убиває власного командира, котрий намагався стріляти в Тибула.

## Ролі
- Ліна Бракніте — Суок
- Петя Артем'єв — спадкоємець Тутті
- Олексій Баталов — Тибул
- Валентин Никулін — доктор Гаспар Арнери
- Олександр Орлов — клоун Серпня
- Рина Зелена — тітонька Ганімед
- Роман Филіппов — зброяр Просперо
- Сергій Кулагін — 'Товстун
- Євген Моргунов — Товстун
- Борис Христофоров — Товстун
- Павло Луспекаєв — генерал Караска (роль наполовину озвучив — Григорій Гай)
- Борис Ардов — капітан Бонавентура
- Микола Вальяно — канцлер (роль озвучив) — Микола Трофимов)
- Микола Карнаухов — продавець повітряних куль

## В епізодах
| - Яків Гудкін - Михайло Іванов — придворний - Володимир Казаринов — епізод - Сергій Карнович-Валуа — генерал - Андрій Костричкін — придворний Трьох Товстунів, зачитує вирок - Н. Котельников - Н. Максимович - Броніслав Морено - И. Е. Пуцикін - Олексій Смирнов — старший кондитер в палаці Товстунів - Лев Степанов — церемоніймейстер в палаці Трьох Товстунів - Павло Суханов — придворний Трьох Товстунів | - Георгий Штиль — придворный Трёх Товстунів - У титрах не вказані : - Олександр Афанасьєв - Михайло Васильєв - Микола Ващилін — друг Тибула в бійці на ешафоті - Володимир Волчик - придворний Трьох Товстунів - Ірина Зарубіна - акомпаніаторка вчителя танців - Герман Лупекін - кат - Олександр Мельников - Віктор Сергачев - вчитель танців Раздватріс - Валерій Золотухін - офіцер полку |

## Знімальна група
- Сценарій — Олексія Баталова, Михайла Ольшевського
- Режисери-постановники — Олексій Баталов, Йосип Шапіро
- Головний оператор — Сурен Шахбазян
- Художники — Белла Маневич, Ісаак Каплан
- Композитор — Микола Сидельников
- Звукооператор — Борис Антонов
- Режисер — М. Шейнін
- Оператори — Олександр Дібривний, Володимир Пономарьов, Олексій Сисоєв
- Асистенти режисера
И. Вишневська, Марія Давидова, В. Кузнецьова, А. Степанова, В. Федоров
- Асистенти оператора — А. Кудрявцев, С. Сизих
- Художники-гримери — А. Буфетова, Микола Еленбоген
- Художники-декоратори — Георгій Карпачова, Грачья Мекінян, Р. Тараканова
- Асистенти художника
  - по костюмах — В. Кулішова
  - з реквізиту — И. Зайцева
- Монтажер — Раїса Ізаксон
- Редактор — Фріжетта Гукасян
- Директор картины — Михайло Шостак

## Цікаві факти
- Фільм знімали в Таллінні.
- Для зйомок сцени польоту на повітряних кулях була виготовлена лялька розміром з людину і вагою 1 кілограм. У ляльку був вмонтований механізм, завдяки якому вона в польоті повертала голову і дригала ногами. Однак під час зйомок повітряні кулі з лялькою відірвалися, і їх понесло. Для виготовлення нової ляльки не було часу, тому Микола Карнаухов сам виконав трюк з польотом на повітряних кулях.
- Заради невеликого епізоду, де герой Олексія Баталова Тибул, ховаючись від стражників, йде по канату над площею, він кілька місяців тренувався ходити по канату, щоб зіграти цю сцену без дублера.
- Деякі епізоди фільму за участю Суок замість Ліни Бракніте озвучувала Аліса Фрейндліх.
- В оригінальній повісті Олеші, де дотримується чиста образність, у товстунів не було ніяких титулів, що натякають на їх положення в системі управління країни, лише сфери їх монополій: хліб, вугілля і залізо. У фільмі ж вони називаються "Величність", очевидно маючи на увазі, що вони - Регенти при малолітньому Тутті (хоча до регентам застосовувалися звернення Світлість і Превосходительство). Крім того, в повісті немає жодних натяків на час, що відбувається, за винятком кількох деталей загального характеру (зокрема, перуку у секретаря). Це дає ілюстраторам можливість поміщати події "Трьох товстунів" в стилістику будь-якій європейській революції кінця XVIII століття - першої половини XIX століття. У фільмі ж чітко дотримана локація 1820-1830-хх років.
- Співавтором сценарію фільму виступив єдиноутробний брат Олексія Баталова - Михайло Ольшевський, згодом висвячений на священика Михайло Ардов.

## Технічні дані
- Мова: Російська
- Кольоровий
- Широкоформатний
- Стереозвук